# Adam Coates
Adam Coates – kanadyjski kolarz górski, złoty medalista mistrzostw świata MTB.

## Kariera
Największy sukces w karierze Adam Coates osiągnął w 2001 roku, kiedy wspólnie z Ryderem Hesjedalem, Rolandem Greenem i Chrissy Redden zdobył złoty medal w sztafecie podczas mistrzostw świata w Vail. Był to jedyny medal wywalczony przez Coatesa na międzynarodowej imprezie tej rangi. Nigdy nie wystąpił na w igrzyskach olimpijskich.